# Josef Wiedemann
Josef Wiedemann (* 15. Oktober 1910 in München; † 18. April 2001 ebenda) war ein deutscher Architekt. Er war Ordinarius an der Technischen Universität München und Mitglied der Bayerischen Akademie der Schönen Künste.

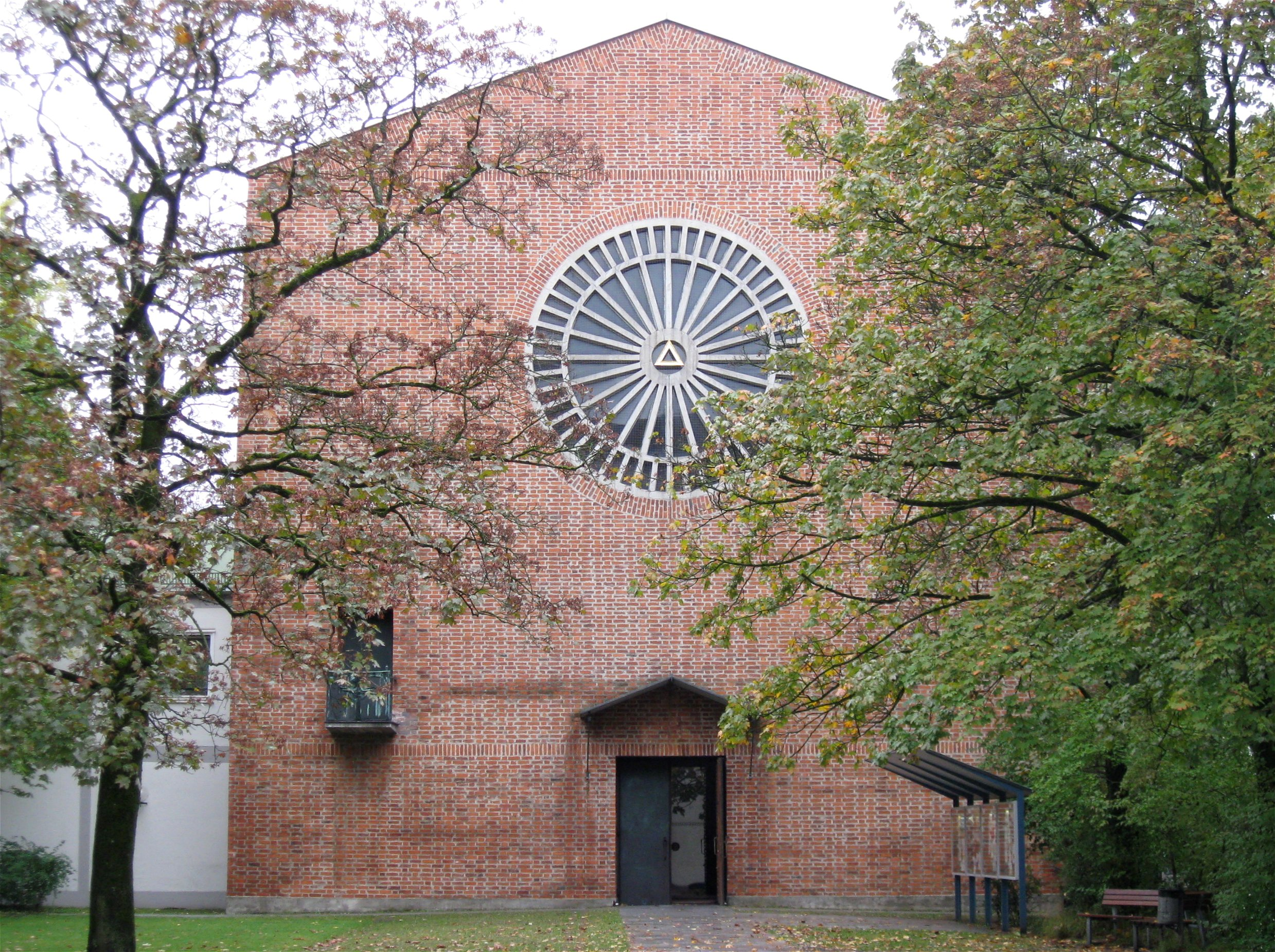
Maria vom Guten Rat

## Werdegang

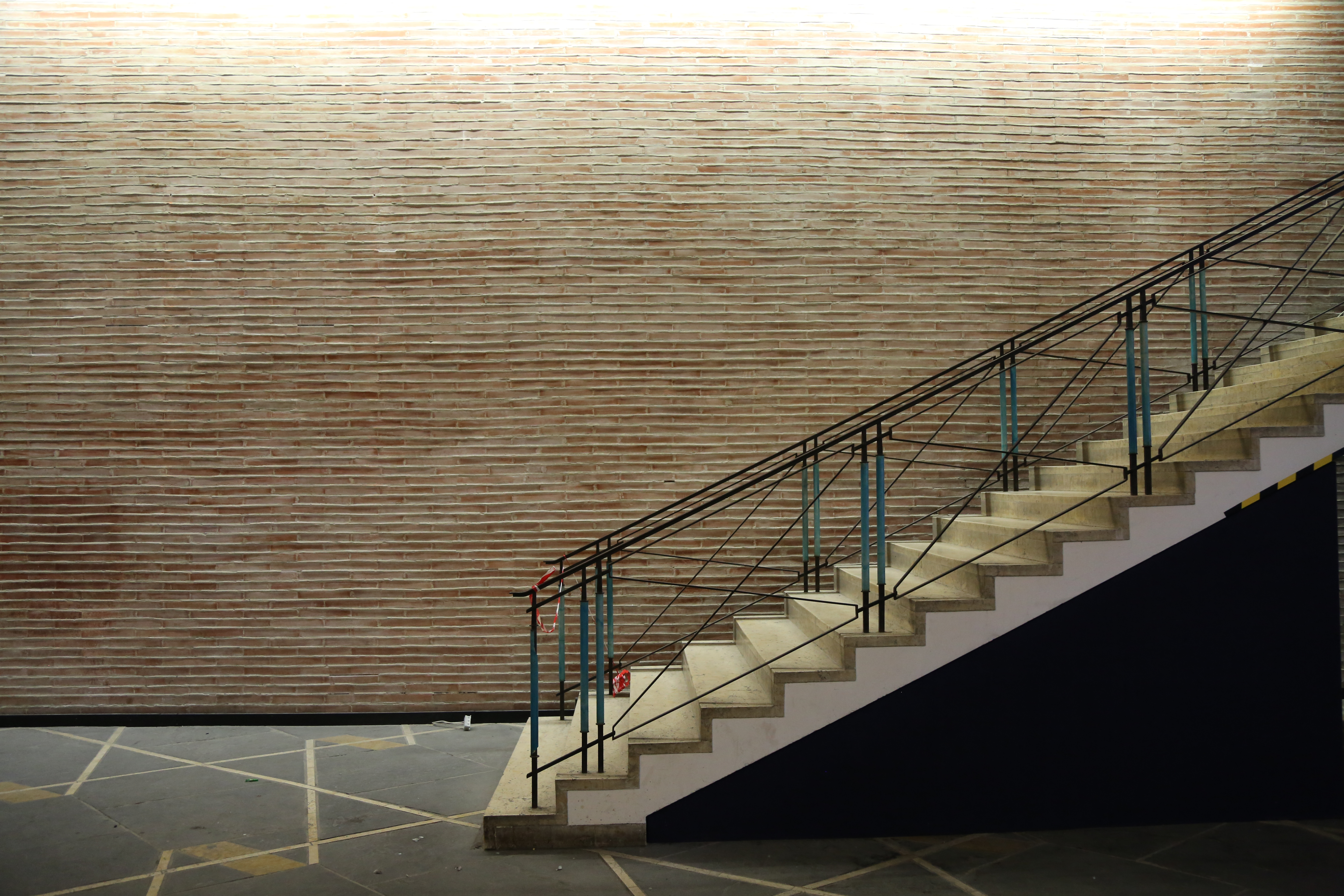
Alte Akademie

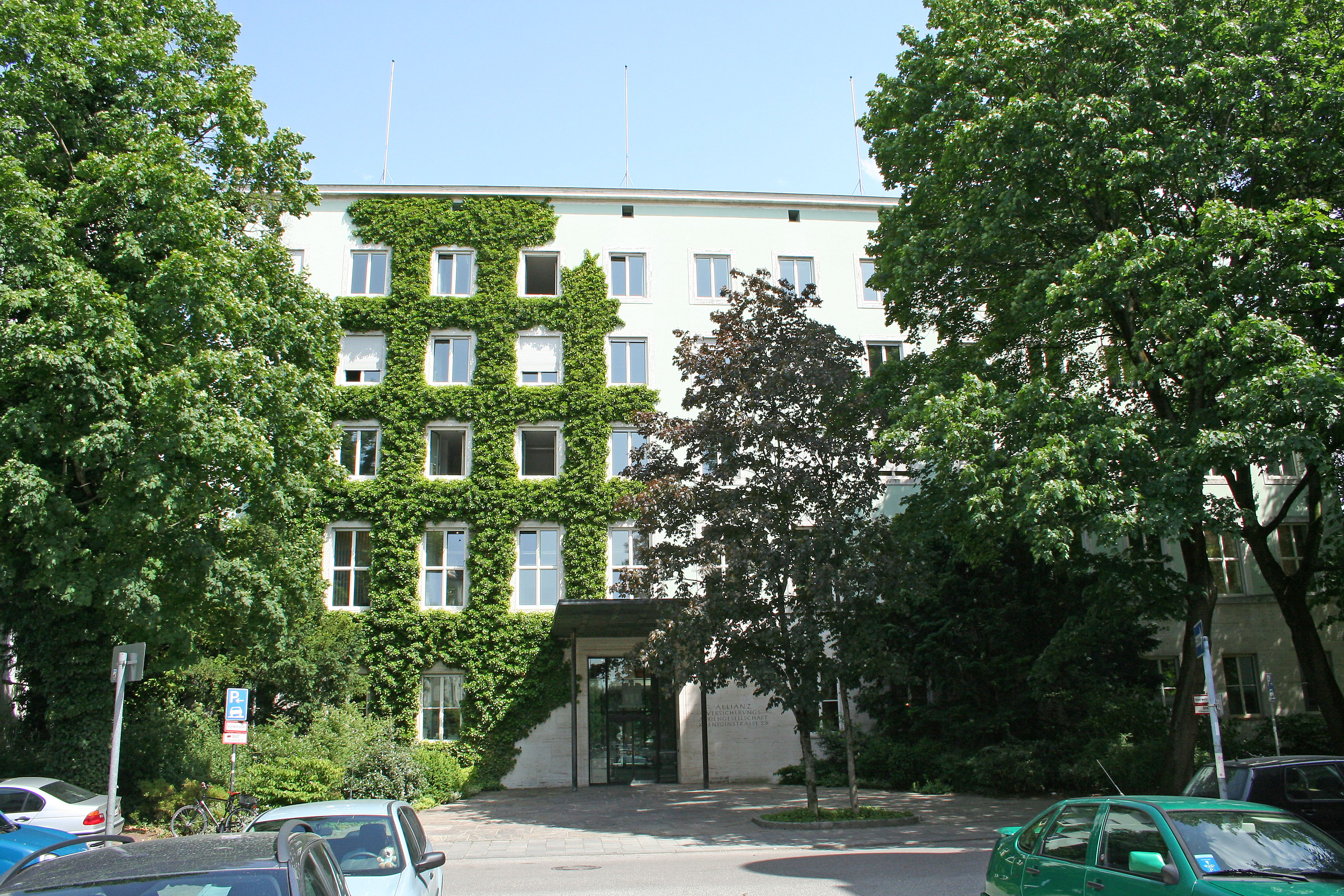
Generaldirektion der Allianz-Versicherungs-AG, 1953–1955

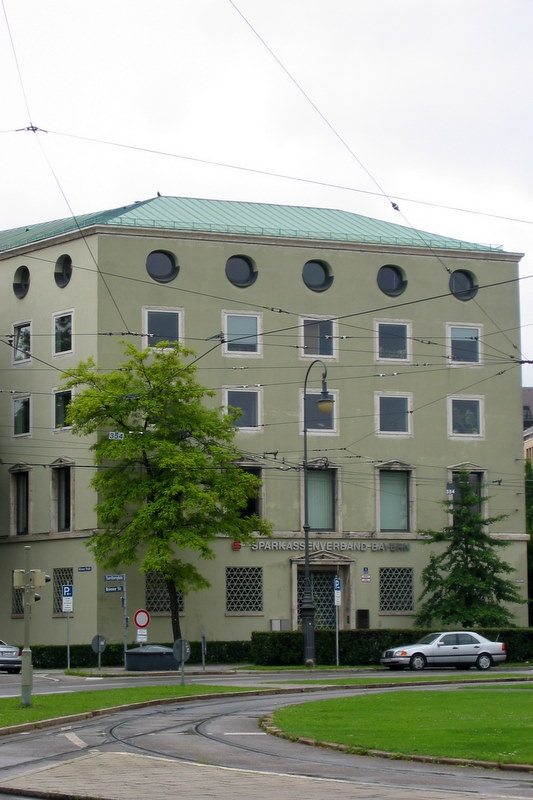
Bayerische Landesbausparkasse am Karolinenplatz, 1955–1956

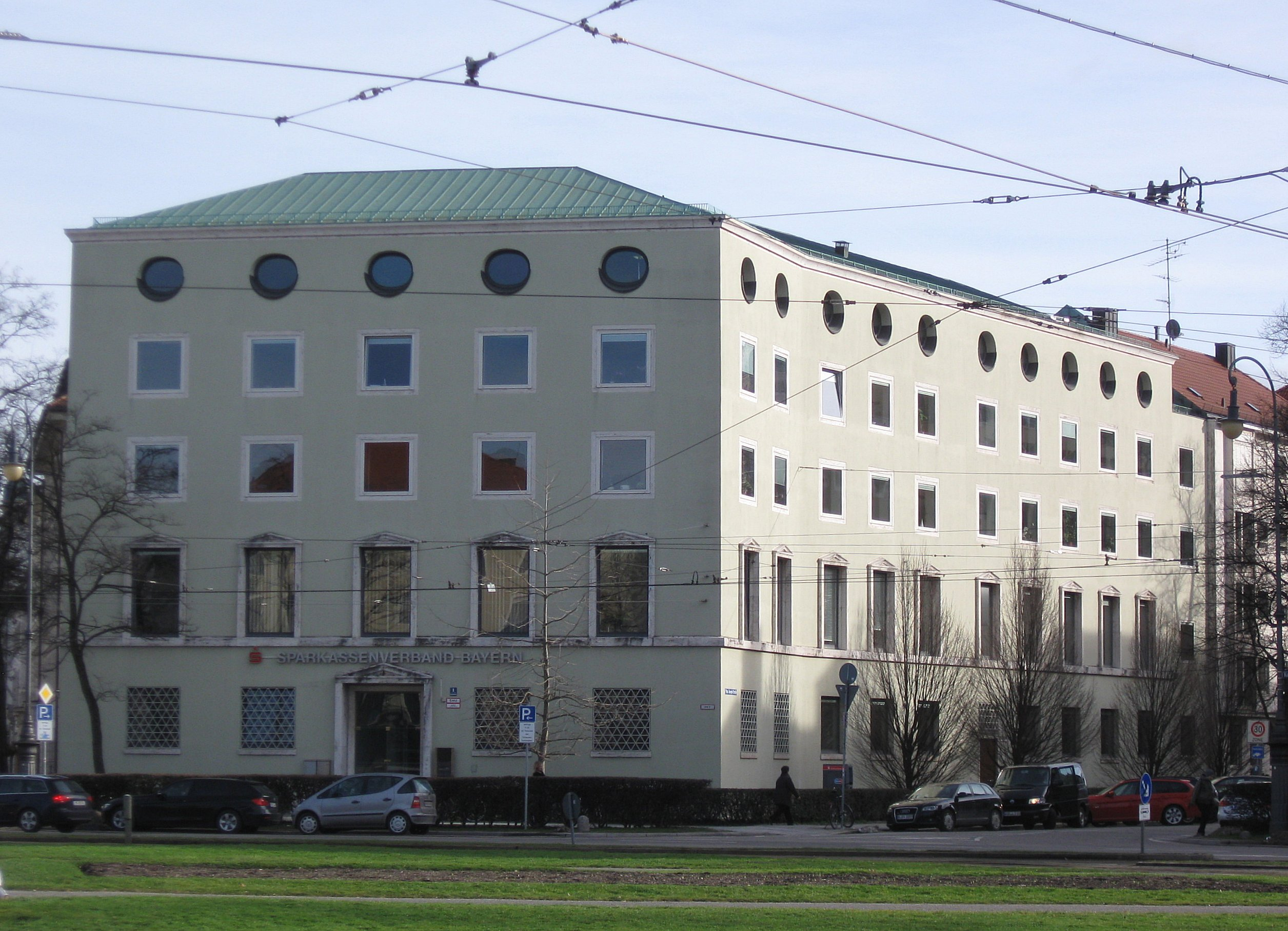
Karolinenplatz 1

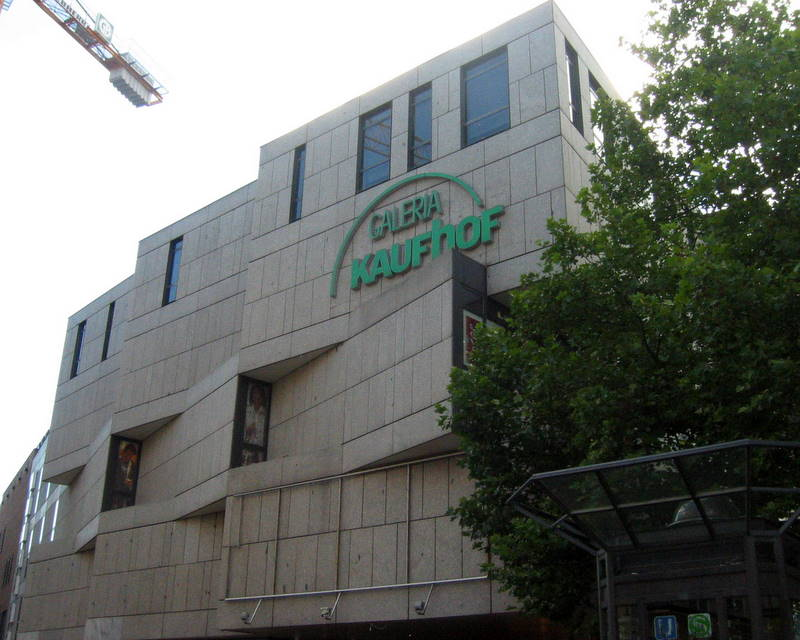
Kaufhof am Münchener Marienplatz, 1969–1972

Josef Theodor Wiedemann wurde 1910 in eine bayerisch-schwäbische Bauern- und Handwerkerfamilie geboren. Nach dem Abitur 1930 studierte er auf Empfehlung von Theodor Fischer von 1931 bis 1935 Architektur an der Technischen Hochschule München. Zu seinen Hochschullehrern gehörten German Bestelmeyer und Hans Döllgast, den er als seinen eigentlichen Lehrmeister sah. Auch Robert Vorhoelzer und der Münchner Bildhauer Joseph Wackerle prägten seinen Werdegang. Seit Herbst 1933 war Josef Wiedemann Mitglied der SS.
1936 trat Wiedemann als Entwurfsbearbeiter in das Büro des Herrschinger Architekten Roderich Fick ein. Er war zunächst verantwortlich für Bauprojekte auf dem Obersalzberg (v. a. Hotel Platterhof) und wechselte 1940 nach Linz, wo Fick mittlerweile zum Reichsbaurat für die Stadt Linz ernannt worden war. Bis 1944 arbeitete Wiedemann an Entwürfen für das sog. Donauhotel. Nach einjährigem Kriegseinsatz geriet er 1945 in Kriegsgefangenschaft und konnte 1946 nach Bayern zurückkehren.
Nach erfolgter Entnazifizierung (als Mitläufer) gründete Wiedemann 1948 ein Architekturbüro in München. Zu Beginn der 1950er Jahre etablierte er sich mit schöpferischen Wiederaufbauten ebenso wie durch den Bau repräsentativer Geschäftsbauten und wenig später als Baumeister zahlreicher Kirchen- und Gemeindebauten. 1955 wurde er als Professor für Entwerfen, Denkmalpflege und Sakralbau an die Technische Hochschule München (später Technische Universität München) berufen, wo er bis 1976 lehrte. 1956 wurde er in die Bayerische Akademie der Schönen Künste gewählt.
Josef Wiedemann war ein begabter und charismatischer Lehrer. Sein Unterricht ging inhaltlich weit über die eigentlichen Lehrgebiete hinaus. In den zwei Jahrzehnten seiner Lehrtätigkeit wurde Josef Wiedemann zum Vordenker einer ganzen Architektengeneration und prägte zusammen mit Johannes Ludwig und Franz Hart dabei maßgeblich die Münchner Architekturschule.
Die Hauptschaffenszeit Wiedemanns zwischen 1950 und 1975 fällt zusammen mit der lang anhaltenden Hochkonjunkturphase in der Bundesrepublik Deutschland. Mit hohem fachlichen Können auf der einen Seite und einem guten Gespür für Trends, mit Wendigkeit und Verhandlungsgeschick auf der anderen, etablierte er sich mit drei der großen Bauaufgaben der Nachkriegszeit im bayerischen Raum. In den 1950er und 1960er Jahren gehörte ihm eines der größten und wohl auch renommiertesten Architekturbüros in München. In den 1960er Jahren nahm er auch Aufträge zum Bau von Warenhäusern an. Zu seinen bis heute umstrittensten Bauten gehört der Kaufhof am Marienplatz in München. Sein Spätwerk beim Umbau der Klosterökonomie in Dießen am Ammersee zeichnet sich daher durch seine besonnene, schlichte, handwerkliche Architektursprache und seinen einfühlsam-kreativen Umgang mit historischer Bausubstanz aus.
Sein Nachlass befindet sich im Architekturmuseum der Technischen Universität München.

## Bauten (Auswahl)
- 1951–1952: Wiederaufbau des ehemaligen Odeons als Bayerisches Innenministerium, München
- 1951–1954: Allianz-Generaldirektion in der Königinstraße, München
- 1951–1955: Wiederaufbau der Alten Akademie an der Neuhauser Straße, München
- 1952–1954: Wiederaufbau der Hofgartenarkaden, München
- 1954–1957: Pfarrkirche und Kloster Maria vom Guten Rat, München
- 1955–1956: Direktionsgebäude der Bayerischen Landesbausparkasse am Karolinenplatz, München
- 1955-–1963: Studiogebäude des Bayerischen Rundfunks an der Marsstraße, mit Werner Eichberg und Otto Roth[1]
- 1956–1958: Wiederaufbau des Siegestores an der Leopoldstraße, München
- 1957–1960: Institut für technische Physik der TU München (heute Reaktorhalle) an der Luisenstraße 37a, mit Franz Hart
- 1960: Wettbewerbsbeitrag zur Wiederherstellung des ehem. Reichstagsgebäudes, Berlin (Entwurf)
- 1960–1961: Todesangst-Christi-Kapelle auf der KZ-Gedenkstätte Dachau
- 1960–1964: Kirche und Kloster Zur Heiligen Dreifaltigkeit, München-Nymphenburg
- 1963: Pavillon am Firmensitz von HeidelbergCement (abgerissen 2017[2])
- 1962–1964: Karmelitinnen-Kloster Heilig Blut, Dachau
- 1963–1966: St. Johannes der Täufer, Winklmoos mit Karl Schmid[3] (unter Denkmalschutz)
- 1965–1971: Kirche und Gemeindezentrum Maria am Wege, Windach
- 1966–1967: Wettbewerbsbeitrag Neue Pinakothek, München (Entwurf)
- 1966–1967: Kirche und Pfarrzentrum Zu den Heiligen Engeln, Landsberg am Lech[4]
- 1969–1972: Kaufhof am Marienplatz, München
- 1967–1972: Wiederaufbau der Glyptothek am Königsplatz, München
- 1971–1973: Haus Rauffer, Dachau mit Rudolf Ehrmann
- 1978–1980: U-Bahn-Station Königsplatz, München
- 1978–1985: Umbau der Klosterökonomie Dießen am Ammersee zu der Winterkirche St. Stephan mit Innenhof, Veranstaltungssaal im Dachgeschoss, Wohnungen und Kirchenverwaltung
- 1979: Kirche und Pfarrzentrum St. Ignatius, München-Hadern

## Auszeichnungen und Preise
- 1973: BDA-Preis Bayern für Wiederaufbau der Glyptothek am Königsplatz, München

## Schüler und ehemalige Mitarbeiter
- Werner Fauser
- Heinz Hilmer
- Oswald Peithner
- Christoph Sattler